# Партско царство
Партско царство, или Арсакидско царство, је била античка држава на Блиском истоку, која је постојала од средине 3. века старе ере, до почетка 3. века нове ере. Поникла је у области Партије, која је обухватала североисточни део данашњег Ирана, а на свом врхунцу је поред читавог Ирана обухватала и просторе данашњих држава: Ирака, Јерменије, Грузије, источне Турске, источне Сирије, Туркменистана, Авганистана, Таџикистана, Пакистана, Кувајта, обалски део Саудијске Арабије у Персијском заливу, Бахреина, Катара и Уједињених Арапских Емирата.
Партијом је владала Арсакидска династија (средњоперсијски: اشکانیان), која је ујединила и владала Иранским платоом, пошто је поразила Селеукиде, од краја 3. века п. н. е., и повремено контролисала Месопотамију између 150. п. н. е. 224. године н. е. Арсакиди су били трећа династија старог Ирана, после Медијске и Ахеменидске династије. Партија (највише због увођења тешке коњице) била је највећи непријатељ Римског царства на истоку; и ограничила је римску експанзију даље од Кападокије (источна Анадолија).
Када су се скитски-парни номади (Асирци су их називали Ашкузи) населили у Партији и изградили мало независно краљевство, оно се уздигло под краљем Митридатом I Партским (171—138. п. н. е.). Касније, на врхунцу своје моћи, партски утицај је досезао све до Убра у Арабији, средишта путева у трговини тамјаном.
Релативно мало се зна о Партима у поређењу са Римским царством или Ахменидским краљевство, с обзиром да је мало њихове литературе преживело. Стога, о партској историји великим делом сазнајемо из страних извора, новчића и натписа. Чак је и име којим су се називали спорно због недостатка домаћих извора. Неколико грчких аутора, чији фрагменти су сачувани, укључујући Аполодуса из Артемиде и Исидора из Каракса, писало је под партском управом. Њихова моћ заснивала се на комбинацији герилског ратовања коњаничких номадских племена, и организационих вештина довољних да се изгради и управља пространим царством - иако оно никада није достигло снагу персијских царстава која су му претходило и која су настала после њега. Вазалске краљевине су чиниле велики део њихове територије а грчки градови су уживали одређену аутономију.

## Партија као сатрапија
Партија је првобитно означавала територију југоисточно од каспијског мора. Била је сатрапија Ахеменидског царства, које је покорио Александар Велики око 330. п. н. е. Након Александрове смрти, управљање Партијом је поверено Никанору, на Вавилонској подели 323. п. н. е. На Трипарадаској подели 320. п. н. е. Партија је дата Филипу. Њега је наследио Питон. Након 311. п. н. е. Партија је постала део Селеукидског царства, и њоме су управљали различити сатрапи под селеукидским краљем.
Андрагор (?-238. п. н. е.) био је последњи селеукидски сатрап Партије, под селеукидским владарима Антиохом I Сотером и Антиохом II Теосом. Андагор је покушао да се избори за независност у време када је Селеукидско царство било уплетено у рат са Птолемејским Египтом. У знак отпора исковао је кованице на којима се налазио његов лик са диадемом на глави и његовим именом. Андрагон је био сусед, савременик, а вероватно и савезник Диодота I у Бактрији, који се такође у отприлике исто време борио против Селеукида за независност, створивши Грчко-бактријску краљевину.

## Партско царство
Племе Парти, номадски народ иранског порекла, које је првобитно говорило источноирански језик а касније постало познато под именом Парти, дошло је на Иранску висораван из средње Азије. Били су врхунски коњаници, познати по „Партском хицу“: окретању уназад при пуном галопу како би испалили стрелу директно иза себе. Око 238. п. н. е. њихов краљ Арсак свргнуо је Андрагора и успоставио независност своје династије од селеукидског царства у удаљеним деловима северног Ирана, на којима се данас налази Туркменистан.
„Он (Арсак) већ је био навикнут на живот отимања и пљачкања, када је чуо за пораз Селеука у борби са Галима. Ослобођен страха од краља, напао је Парте са групом својих лопова, савладао њиховог префекта Андрагора, и пошто га је убио преузео власт над државом“ Justin, xli. 4.
Потомци Арсака владали су све док Антиох III није напао Партију 209. п. н. е., освојио главни град Хекатомпил и наставио напред према Хирканији. Партски краљ Арсак II наводно је успешно молио за мир, и Партија је признала селеукидску власт. Антиох III је толико добро осигурао Партију да је наставио даље према истоку ка Бактрији, где се три године борио против грчко-бактријског краља Еутидемуса I, а затим је наставио ка Индији.
Све до 2. века п. н. е. Парти нису успевали да профитирају од континуалног слабљења селеукидског царства, да би затим постепено заузели све његове територије источно од Сирије. Када су Парти заузели Херат, кретање трговине дуж Пута свиле је пресечено и посталександровско хеленистичко грчко-бактријско краљевство је било осуђено на пропаст.
Селеукидски монарси покушали су да задрже партску експанзију; Антиох IV провео је своје последње године у борби против настајућих иранских држава. Након његове смрти 164. п. н. е., Парти су искористили династичка превирања и дошли до још веће користи.
Партски краљ Митридат I је, 139. п. н. е., заробио селеукидског монарха Деметрија II, и држао га заточеног десет година док су његове трупе овладале Месопотамијом и Медијом.
До 129. п. н. е. Партија је контролисала земље све до Тигра, и успоставила своје зимско утврђење на његовој обали код Ктесифона, низводно од данашњег Багдада. Ктесифон је тада био мало предграђе тачно са друге стране реке од Селеукије, најхеленистичнијег града западне Азије. Пошто су зависили од богатства и трговине коју је обезбеђивала Селеукија, партска војска је ограничила своје упаде, омогућивши граду да задржи своју независност. За време највећих врућина месопотамског лета партска армија се повлачила до древних персијских престоница Сусе и Екбатане (данашњи Хамадан).
Почевши од око 130. п. н. е., Парти су претпели више упада скитских номада, у којима су погинули краљеви Фраат II и Артабан I. Скити су поново напали Партију око 90. године п. н. е., и поставили краља Санатрука на партски престо.

## Племство
Краљ над краљевима је био на челу владе. Одржавао је полигамне односе, а обично га је наследђивао његов прворођени син. Попут Птолемеја у Египту, такође постоји запис о арсакидским краљевима који су женили своје нећаке, а можда чак и полусестре; Јосиф Флавије каже да се краљица Муса удала за сопственог сина, иако би то био екстреман и изолован случај. Брозије даје извод из писма које је на грчком написао краљ Артабан II 21. године, која се обраћа гувернеру (названом „архонт“) и грађанима града Суса. Помињу се посебне владине службе преферираног пријатеља, телохранитеља и благајника, а документ такође доказује да „иако су постојале локалне јурисдикције и поступци за именовање на високу функцију, краљ је могао интервенисати у име појединца, променити одлуку о именовању.
Наследне титуле хијерархијског племства забележене за време владавине првог сасанидског монарха Ардашира I највероватније одражавају титуле које су већ биле у употреби током Партске ере. Постојала су три различита нивоа племства, од којих су највиши били регионални краљеви, они су се у хијерархији налази непосредно испод Краља над краљевима, други у хијерархији су били појединци повезани са Краљем над краљевима само кроз брак, а најнижи ред су били поглавари локалних кланова и малих територија.
До 1. века нове ере, партско племство је преузело велику моћ и утицај у наслеђивању и смењивању арсакидских краљева. Неки од племства су функционисали као дворски саветници краља, као и свети свештеници. Страбон је у Географији сачувао тврдњу грчког филозофа и историчара Посејдонија да се Партски савет састојао од племенитих рођака и мага, две групе из којих су „краљеви постављени“. Од великих племићких партских породица наведених на почетку сасанидског периода, само две се експлицитно помињу у ранијим партским документима: кућа Сурен и кућа Карен. Историчар Плутарх је приметио да су чланови породице Сурен, први међу племством, добили привилегију да крунишу сваког новог Арсакидског краља краљева током својих крунисања.

## Војска
Партско царство није имало стајаћу војску, али је држава била у стању да брзо регрутује трупе у случају локалних криза. Постојала је стална сража под оружјем која је била везана уз личност краља, коју су чинили племићи, кметови и најамници, али су стражари били бројчано малобројни. Гарнизони су се такође стално одржавали на граничним тврђавама; Партски натписи откривају неке од војних титула датих заповедницима ових локација. Војне снаге би се такође могле користити у дипломатским гестовима. На пример, када су кинески изасланици посетили Партију крајем 2. века пре нове ере, Шиџи тврди да је 20.000 коњаника послато на источне границе да служе као пратња амбасадору, иако је ова цифра можда претеривање.
Главна ударна снага Партске војске били су њени катафракти, тешка оклопна коњица. Катафракти су били опремљени копљем за јуриш у непријатељске линије, али нису били опремљени луковима и стрелама који су били резервисани за коњске стрелце. Због цене њихове опреме и оклопа, катафракти су регрутовани из редова аристократске класе који су, у замену за своје услуге, захтевали меру аутономије на локалном нивоу. Трупе за попуну лаке коњице су регрутовани из класе обичних људи и углавном су били стрелци на коњима; у бој су носили једноставну тунику и панталоне. Користили су композитне лукове и могли су да гађају непријатеље док су јахали и окренули се од њих; ова техника, позната као партски хитац, била је веома ефикасна тактика. Чини се да је већина партске војске била коњица, из тактичких и стратешких разлога. Сматра се да је лака коњица такође носила мач, док су катафракти вероватно били наоружани и кратким мачевима или ножевима. Парти су такође користили камилу у оружаној борби. Тешка и лака коњица Партије показала се као одлучујући фактор у бици код Кара у којој је партска војска поразила много већу римску војску под Красом. Лаке пешадијске јединице, састављене од војних обвезника и плаћеника, коришћене су за растурање непријатељских трупа након коњичких јуриша.
Чини се да Парти никада нису користили ратне кочије. Жене краља и племкиње су пратиле краља у војним походима и познато је да су се возиле на кочијама и колима. Чини се да су Парти ретко користили ратне слонове. Постоји једно помињање, од стране Тацита и Касија Диона, о употреби једног ратног слона, који је био у војсци Вологаса I од Партије током Римско-партског рата 58–64.
Није позната бројност војске Партског царства, као ни укупан број становника. Међутим, археолошка ископавања у некадашњим партским урбаним центрима откривају насеља која су могла да садрже велику популацију и претпоставља се да је царство имало велике људске ресуресе на располагању. Густи насељени центри у регионима попут Вавилоније били су без сумње привлачни Римљанима, чије су војске могле да опстаје користећи локалне ресурсе. Чини се да је највећа војска коју су Парти окупили бројала 50.000 људи.

## Религија
Парти су били политеисти и веровали су у разна божанства. Упоредо са ширењем партске државе, примили су верске утицаје од Персијанаца и других покорених народа. По том основу, једна од најзначајнијих религијских система на подручју Партског царства био је зороастризам.
Почевши од 1. века нове ере, у западним областима Партског царства, првенствено у Месопотамији, почиње да се шири рано хришћанство.
Постоје оскудни археолошки докази о ширењу будизма из Кушанског царства у сам Иран. Међутим, из кинеских извора се зна да је Ан Шигао (2. век нове ере), партски племић и будистички монах, путовао у Луојанг у Кини као будистички мисионар и да је превео неколико будистичких канона на кинески језик.

## Валута
Обично кован од сребра, грчки ковани новац драхме, укључујући тетрадрахму, био је стандардна валута која се користила у целом Партском царству. Постојале су краљевске ковнице у градовима Хекатомпилу, Селеукији и Екбатани. Они су највероватније водили и ковницу новца у Митридаткерту/Ниси.
Од настанка царства па све до распада, драхме произведене током партског периода ретко су биле мање од 3,5 грама или теже од 4.2 грама. Прве партске тетрадрахме, у принципу тежине око 16 грама са извесним варијацијама, појављују се након што је Митридат I освојио Месопотамију и коване су искључиво у Селевкији.

## Листа партских владара
- Арсак I 247–211. п. н. е.
  - (Према неким историчарима, Арсаков брат Тиридат I је владао у периоду од 246–211. п. н. е.)
- Арсак II 211–191. п. н. е.
- Фријапатије 191–176. п. н. е.
- Фраат I 176–171. п. н. е.
- Митридат I 171–138. п. н. е.
- Фраат II 138–127. п. н. е.
- Артабан I 127–124. п. н. е.
- Митридат II 123–88. п. н. е.
  - Готарз I 95–90. п. н. е.
- Ород I 90–80. п. н. е.
- Непознат краљ, 80–77. п. н. е.
- Санатрук 77–70. п. н. е.
- Фраат III 70–57. п. н. е.
- Митридат III 57–54. п. н. е.
- Ород II 57–38. п. н. е.
  - Пакор I 39–38. п. н. е. (владао заједно са својим оцем Ородом II)
- Фраат IV 38–2. п. н. е.
  - Тиридат II 30–26. п. н. е.
- Фраат V 2. п. н. е.– 4 н. е.
  - Муса 2. п. н. е.– 4. н. е. (владала заједно са својим сином Фраатом V)
- Ород III 6
- Вонон I 8–12
- Артабан II 10–38
  - Тиридат III 35–36
- Вардан I 40–47
- Готарз II 40–51
  - Санабар 50–65
- Вонон II 51
- Вологас I 51–78
  - Вардан II 55–58
- Вологас II 77–80
- Пакор II 78–105
  - Артабан III 80–90
- Вологас III 105–147
  - Осро I 109–129
  - Партамаспат 116
  - Митридат IV 129–140
  - Непознат краљ, 140
- Вологас IV 147–191
  - Осро II 190 (полагао право на престо)
- Вологас V 191–208
- Вологас VI 208–228
  - Артабан IV 216–224